# Piper molliusculum
Piper molliusculum är en pepparväxtart som beskrevs av Luis Aloysius, Luigi Sodiro. Piper molliusculum ingår i släktet Piper och familjen pepparväxter. Inga underarter finns listade i Catalogue of Life.